# Ophrys lievreae
Ophrys lievreae är en orkidéart som beskrevs av René Charles Maire. Ophrys lievreae ingår i ofryssläktet, och familjen orkidéer. Inga underarter finns listade i Catalogue of Life.